# Xenia Hausner
Xenia Hausner (* 7. Jänner 1951 in Wien) ist eine österreichische Malerin und Bühnenbildnerin.

## Leben
Xenia Hausner stammt aus einer Künstlerfamilie. Sie ist die Tochter des österreichischen Malers Rudolf Hausner, ihre Schwestern sind die Filmregisseurin Jessica Hausner und die Kostümbildnerin Tanja Hausner. Hausner studierte zwischen 1972 und 1976 Bühnenbild an der Akademie der Bildenden Künste Wien und an der Royal Academy of Dramatic Art in London. Von 1977 bis 1992 schuf sie Ausstattungen für Theater, Oper und Film, u. a. für das Burgtheater Wien, die Salzburger Festspiele, das Royal Opera House Covent Garden, London und das Theâtre Royal de la Monnaie Brüssel, sowie 2020 das Bühnenbild für den Rosenkavalier in der Inszenierung von André Heller an der Staatsoper Unter den Linden, Berlin.
Seit 1992 arbeitet Xenia Hausner ausschließlich als Malerin. Ihre Werke wurden international in Galerien, Art Fairs und Museen gezeigt. Hausner lebt und arbeitet in Berlin und Wien.

## Werk

### Bühnenbild
Ihre ersten Bühnenbilder waren Materialcollagen aus Abbruchhäusern, von Schrottplätzen und Müllkippen. Von dort holte sie ihr Rohmaterial, aus dem montierte sie Räume, die von der Spannung zwischen naturalistischer Akribie und abstrakter Chiffre, zwischen Geschichte und Aktualität lebten. Ihre Lieblingsfigur war das Oxymoron, die Verbindung des Gegensätzlichen, die konzentrierte Vereinigung all dessen, was chaotisch auseinanderstrebt.

### Malerei
Ab 1990 wandte sich Xenia Hausner der Malerei zu. Der Aspekt der Inszenierung war Schwerpunkt der retrospektiv angelegten Ausstellung „True Lies“ 2021 im Albertina Museum in Wien. Xenia Hausner beschäftigt sich auch mit Arbeiten auf Papier und Mixed-Media-Arbeiten, bei denen sie ihre großformatigen Fotografien malerisch weiterentwickelt und verschiedene Materialien versatzstückhaft in den Bildträger einbaut. Sie führt damit in ihrer künstlerischen Arbeit den aktuellen Erkenntnisstand der Malerei mit dem der Fotografie zusammen. So entsteht mit unterschiedlichen Techniken eine neue Bildverdichtung und Wirklichkeitskonstruktion. Handverlesene Unikate in kleiner Auflage auf Büttenpapier beziehen sich motivisch zwar auf Themen ihrer Malerei, doch entstehen neue Bilderfindungen, die technisch und medial einen eigenständigen Bereich bildet.

### Fotografie
Neben der Malerei ist die Fotografie ein wesentliches Moment ihrer Arbeit. Hausner verbindet auf vielschichtige Weise die Geschichte und das Potential dieser beiden Bildmedien miteinander, wobei sie in ihrer Malerei implizit nicht nur die Prinzipien der Fotografie, sondern in einer Art Verdichtungsprozess auch die des Films mit ins Spiel bringt. Hausner inszeniert die Fotos selbst, die ihr zur Grundlage der Malerei dienen. Die so produzierten Fotoszenarien, in denen eine oder mehrere Personen mitspielen, werden im Atelier rekonstruiert.
Die Wahl des Ausschnitts, das Fragmentarische, die Montage, das durch die Farbe gesteuerte drastische Licht tragen maßgeblich zum intensiv atmosphärischen Charakter ihrer Bilder bei.

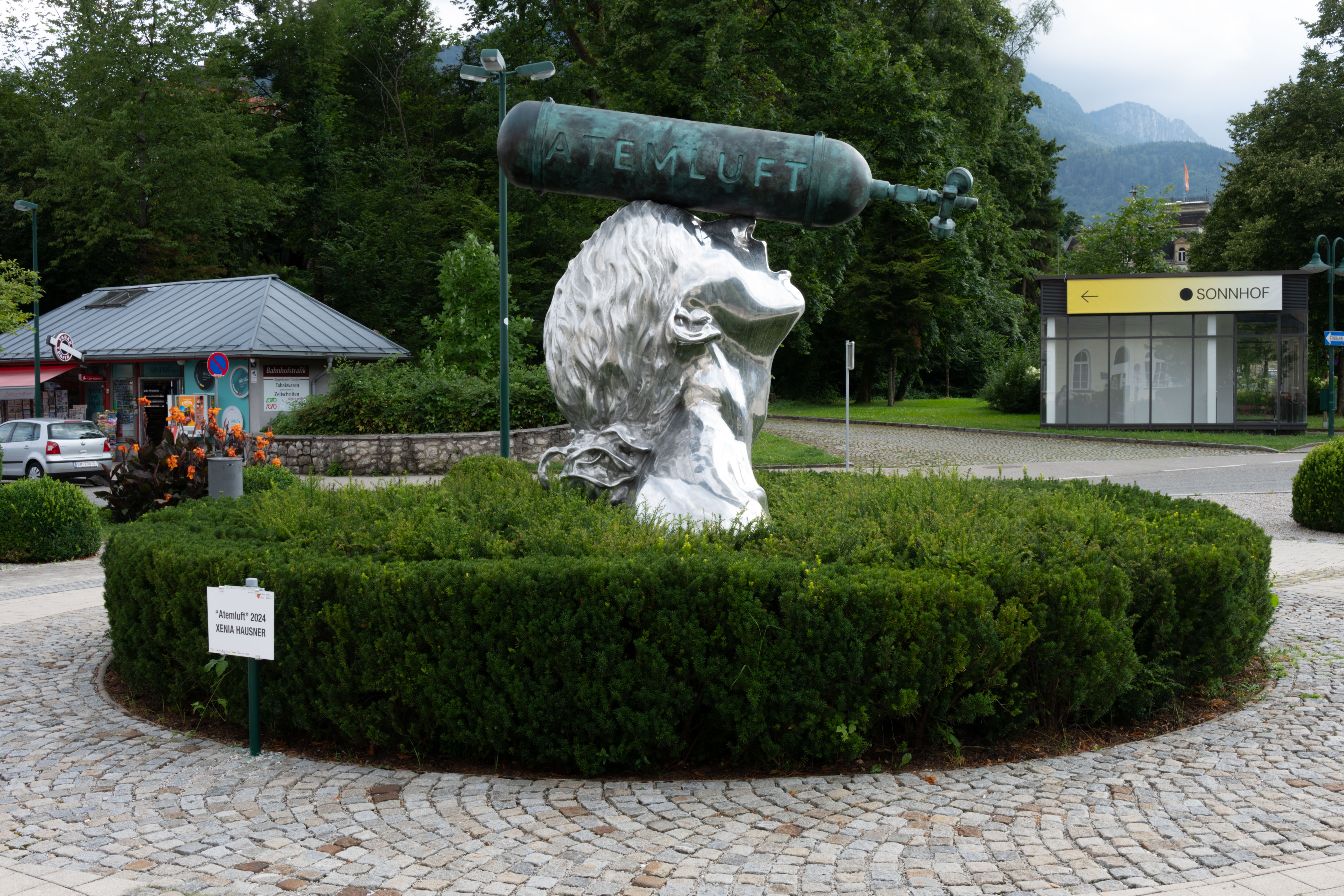
Metallplastik „Atemluft“ in Bad Ischl (2024)

### Plastik
Xenia Hausners erste plastische Arbeit heißt „Atemluft“. Sie wurde in Mödling gefertigt, besteht aus patinierter Bronze und poliertem Aluminium, ist drei Meter hoch und steht seit 2024 (Kulturhauptstadt Europas) am Karoline-Gaisberger-Platz (Bahnhof) in Bad Ischl.

### Projekte
Xenia Hausner engagiert sich bei Frauen ohne Grenzen.
Architekturbezogenen Projekten gilt ein starkes Interesse – so die Ringturmverhüllung in Wien 2011 oder der Entwurf bzw. die Gestaltung von Kirchenfenstern Kilianskirche Heilbronn, St. Johannes Evangelist Kirche in Gehrden, Dom St. Johannes und St. Laurentius in Merseburg.

## Ausstellungen (Auswahl)
- 2022: Xenia Hausner – Unintended Beauty, CC Andratx, Mallorca, Spain
- 2022: Xenia Hausner – Unintended Beauty, König Berlin
- 2022: Xenia Hausner – True Lies, Museum Franz Gertsch, Burgdorf,[9] Schweiz
- 2021: Xenia Hausner – True Lies, Albertina Wien,[10] Österreich
- 2020: This will have been another happy day!, Palais Populaire, Berlin, Deutschland
- 2020: Schiele – Rainer – Kokoschka, Der Welt (m)eine Ordnung geben, Landesgalerie Niederösterreich, Krems, Österreich
- 2020: Treue Freunde. Hund und Mensch, Bayrisches Nationalmuseum, München, Deutschland
- 2019: 8. Internationale Biennale für Zeitgenössische Kunst, Tretyakov Gallery, Moskau
- 2019: Juntos Aparte, Kunstbiennale Südamerika, Cúcuta, Kolumbien
- 2019: Xenia Hausner - Behind the Scenes, Austrian Cultural Forum, New York, USA
- 2019: Xenia Hausner – Displaced – Storie in Movimento, Palazzo Ducale di Mantova, Museo Archeologico Nazionale, Italien
- 2019: Warhol bis Richter, Albertina Contemporary Art, Wien, Österreich
- 2018: DIE GESTE Meisterwerke aus der Sammlung Peter und Irene Ludwig, Ludwig Galerie Schloss Oberhausen
- 2018: Guernica – Ikone des Friedens, Hofburg, Österreich
- 2018: Objects of Desire, Xenia Hausner & Dorothee Golz, Galerie 422, Gmunden, Österreich
- 2018: Mit Haut und Haar. Frisieren, Rasieren, Verschönern, Wien Museum, Österreich
- 2018: Xenia Hausner – Shaky Times, Danubiana Meulensteen Art Museum Bratislava, Slowakei
- 2017: Monet to Picasso. The Batliner Collection, Permanent Collection, Albertina, Wien, Österreich
- 2017: Glasstress, Palazzo Franchetti, Venice
- 2017: Xenia Hausner – Exiles in Personal Structures: Crossing Borders, Palazzo Bembo, Venedig
- 2017: Entfesselt. Malerinnen der Gegenwart, Schloss Achberg
- 2017: Menagerie. An Animal Show from the Würth Collection, Forum Würth Rorschach, CH
- 2016: Rendezvous, Meisterwerke aus der Sammlung Essl, Essl Museum, Klosterneuburg
- 2015: Von Hockney bis Holbein. Die Sammlung Würth in Berlin, Martin-Gropius-Bau, Berlin
- 2015: Personal Structures: Crossing Borders, Palazzo Mora, Venedig
- 2015: Girl, Girls, Girls, Galerie Deschler, Berlin
- 2015: Some Hope, FO.KU.S, Innsbruck
- 2014: Look Left – Look Right, Today Art Museum, Peking
- 2014: Look Left – Look Right, The Pao Galleries, Hong Kong Arts Center, Hongkong
- 2014: Glanzlichter. Meisterwerke zeitgenössischer Glasmalerei im Naumburger Dom, Naumburg
- 2014: Die Andere Sicht,  Sammlung Essl, Klosterneuburg
- 2013: Sie. Selbst. Nackt. Paula Modersohn-Becker Museum, Bremen
- 2013: A.E.I.O.U. – Österreichische Aspekte in der Sammlung Würth, Museum Würth, Künzelsau
- 2012: ÜberLeben Sammlung Essl, Klosterneuburg
- 2012: The fifth Bejing International Art Biennale (BIAB)
- 2012: Xenia Hausner - Flagrant délit, Musée Würth France, Erstein
- 2012: Glasmalerei des 21. Jahrhunderts, Centre intern. du Vitrail, Chartres
- 2011: Damage, Kunstmuseum Shanghai, Shanghai
- 2011: Familiensinn Verhüllung des Ringturms, Wien
- 2011: Glasmalerei der Moderne, Badisches Landesmuseum, Karlsruhe
- 2010: Intimacy. Baden in der Kunst, Kunstmuseum Ahlen, Ahlen
- 2010: Trailblazer, Gabriele Münter Preis 2010, Martin-Gropius-Bau, Berlin
- 2009: Sehnsucht nach dem Abbild. Das Portrait im Wandel der Zeit, Kunsthalle Krems
- 2009: Xenia Hausner, Palais Liechtenstein, Forum für Zeitgenössische Kunst, Feldkirch
- 2008: Montijo International Biennal ON EUROPE 2008, Portugal
- 2007: Zurück zur Figur, Kunsthaus Wien
- 2006: Österreich: 1900–2000. Konfrontation und Kontinuitäten, Essl Museum, Klosterneuburg
- 2006: Zurück zur Figur - Malerei der Gegenwart, Kunsthalle der Hypo-Kulturstiftung, München
- 2006: Glücksfall, KunstHausWien, Wien
- 2005: Physiognonomie der 2. Republik, Österreichische Galerie Belvedere, Wien
- 2005: Rundlederwelten, Martin-Gropius-Bau, Berlin
- 2005: Xenia Hausner - Glücksfall, Ludwig Museum, Koblenz
- 2004: Fremd. Berichte aus ferner Nähe, Kunstfest Weimar Pèlerinages
- 2004: Upper Class – Working Girl, Galerie der Stadt Salzburg
- 2003: New Paintings, Forum Gallery, Los Angeles
- 2002: Xenia Hausner – Malerei, Galerie Kämpf, Basel
- 2002: Xenia Hausner – Malerei, Galerie Hohmann, Hamburg
- 2001: Neue Arbeiten, Rupertinum, Salzburg
- 2000: Kampfzone, Käthe-Kollwitz-Museum Berlin und im Staatlichen Russischen Museum, St. Petersburg
- 2000: Xenia Hausner - Menschen, Ernst Barlach Museum, Hamburg/Wedel
- 1999: Figuration, Rupertinum Salzburg, Museion Bozen und Ursula Blickle Stiftung, Kraichtal
- 1998: Wirklichkeit und Traum, Berlin Galerie, Berlin
- 1998: Xenia Hausner – Malerei, Kunsthalle, Koblenz
- 1998: Xenia Hausner – Liebesfragmente, Jesuitenkirche, Galerie in Aschaffenburg
- 1997: Liebesfragmente, Kunsthalle Wien und Museum der bildenden Künste, Leipzig
- 1997: Zeitgenössische Kunst aus Österreich, Europäisches Währungsinstitut, Frankfurt am Main
- 1996: Die Kraft der Bilder, Martin-Gropius-Bau, Berlin

## Film
- Arte, Metropolis Geschichten von Einsamkeit und Nähe - Ein Atelierbesuch bei Xenia Hausner in Wien. Erstausstrahlung am 26. Januar 2013, 16.45 Uhr
- 3sat, Kulturzeit: Harald Wilde, Grande Dame der Porträt-Malerei - Xenia Hausner im Essl-Museum in Klosterneuburg, 24. Oktober 2012
- Arte, Metropolis: Die Künstlerin Xenia Hausner, Erstausstrahlung am 11. Oktober 2003

## Öffentliche Sammlungen und Museen
Ihre Arbeiten sind unter anderem in folgenden Sammlungen und Museen zu finden:
- Albertina, Wien
- Batliner Foundation, Wien
- Österreichische Galerie Belvedere, Wien
- Sammlung Essl, Klosterneuburg
- Wien Museum, Wien
- Museum Angerlehner, Wels
- Museum Würth, Künzselsau
- Droege Group, Düsseldorf
- Europäische Zentralbank, Frankfurt am Main
- Shanghai Art Museum
- Hong Kong Arts Centre
- Today Art Museum, Peking
- First Art Foundation, Vaduz
- George Economou Collection, Athen
- Seven Bridges Foundation, USA
- Steven Bennett Collection, San Antonio/USA
- Serendipity Arts Trust, New Delhi, India
- Sammlung Klewan
- Paul Allen Collection